# Pleuridium japonicum
Pleuridium japonicum är en bladmossart som beskrevs av Deguchi, Matsui och Iwatsuki 1994. Pleuridium japonicum ingår i släktet sylmossor, och familjen Ditrichaceae. Inga underarter finns listade i Catalogue of Life.